# Satyrus bipupillata
Satyrus bipupillata är en fjärilsart som beskrevs av Ramon Agenjo Cecilia 1963. Satyrus bipupillata ingår i släktet Satyrus och familjen praktfjärilar. Inga underarter finns listade.